# Kulusana
Kulusana – miejscowość w Egipcie, w muhafazie Al-Minja, w dystrykcie Samalut. W 2006 roku liczyła 22 264 mieszkańców.